# マイケル・カービィ (演劇)
マイケル・スタンリー・カービィ（Michael Stanley Kirby、1931年 - 1997年2月24日）は、ニューヨーク大学の演劇教授。『Happenings』『Futurist Performance』『The Art of Time』など、いくつかの画期的な本を書いた。彼は1969年から1986年まで『The Drama Review』の編集者を務めた。
リチャード・シェクナーと同時期にニューヨーク大学で教鞭をとり、アヴァンギャルドなパフォーマンスに対する関心を共有していたものの、彼はTDR（『The Drama Review』）に何を掲載すべきかや、当時新たに登場していたパフォーマンス研究の価値についてシェクナーと意見を異にしていた。カービーは、演劇の出来事は社会科学のツールを使用して批判や分析するのではなく、記録されるべきだと信じていた。
彼はプリンストン大学で心理学を専攻し、1953年に卒業した。その後、ボストン大学コミュニケーションカレッジで演出のMFAを取得し、その後ボストン大学の演劇学科でPhDを取得した。

## 人物
- カリフォルニア生まれ。一卵性双生児の兄弟がおり、後に彼の著作のいくつかで共同執筆を行った。
- 彼はニューヨークのライ高等学校を卒業した。
- 彼は白血病で亡くなった。